# Воронка Роман Остапович
Рома́н Воро́нка (нар. 12 січня 1940, м. Бучач, Тернопільська область, тепер Україна) — український і американський вчений, професор математики Політехнічного Інституту штату Нью-Джерсі, США. Заслужений діяч науки і техніки України (1993).

## Життєпис
Батько Остап Воронка працював лікарем, був діяльним у громадському житті, мати — вчителькою географії і мови. Невдовзі після приходу більшовиків на територію Західної України батька Романа заарештували в 1941 році: його погнали етапом на північ до концтабору біля Мурманська, помер в тюрмі Челябінська 30 травня 1943 року.
У 1944-му сім'я покинула рідне місто Бучач. 8 років жили у Німеччині, потім емігрували до Америки, де Роман закінчив середню школу, університет, завершив студії математики у Нью-Йоркському університеті докторатом (Ph.D., New York University, 1977). Спеціяльність: асимптотичні методи в прикладній математиці диференціяльних рівнянь з частинними похідними.
З 1962 року викладав у Нью-Джерзькому Технологічному інституті (з 1977 — звичайний професор, відзначений 1987 як викладач (VanHouten Excellence in Teaching Award). 1991—1992 жив та викладав в Україні.
У 1990-х роках «оксамитової революції» в Україні провідний активіст у організаціях допомоги Україні; голова Товариства української мови США, співзасновник фонду допомоги дітям Чорнобиля, Фонду допомоги Руху, Фонду допомоги Україні, Координаційного комітету допомоги Україні. Допоміг ввезти 260 комп'ютерних систем для середніх шкіл України. Займався виданням понад 2.5 млн підручників для шкіл України.
Довголітний перший заступник голови Координаційного комітету допомоги Україні. Довголітний член Управи Наукового товариства імені Шевченка США.
Роман Воронка був членом Пласту. Свій шлях пластуна почав 1946 в Новому Ульмі, Німеччина. В 1952 переїхав до США. Там він брав участь в пластових таборах в Іст-Четгемі та Бобрівці, організував роверові та канойкарські табори. У Пласті був новацьким братчиком від 1955 до 1989 р. Голова Крайової Таборової Комісії при КПС. Вступив до Куреня Сіроманців у 1957 р.

## Науковий доробок
PHD 1974 Courant Institute of Mathematical Sciences, New York University. Спеціальність: асимптотичні методи в прикладній математиці диференціальних рівнянь з частинними похідними.
Одержав нагороду з рук президента України Л. Кравчука — звання «Заслуженого Діяча Науки і Техніки України». Знаний у науковому світі як автор формул у математичній генетиці voronka-keller formulae. Доктор гоноріс кауза Національного технічного університету України «Київський політехнічний інститут» 1992 р. Одержав почесний докторат від Київського Політехнічного Інституту. Відзначився найвищою нагородою США у галузі політехнічної освіти. З 2002 р. пенсіонер.
Співавтор (Р. О. Воронка, М. І. Кратко, Є. В. Мейнарович, В. О. Павленко) Англо-Українського Математичного Словника (Київ: НВП Дидактик, 1993).